# Lidia
Lidia (en lidio 𐤮𐤱𐤠𐤭𐤣𐤠 Śfarda; en griego: Λυδία Lȳdíā) fue una región histórica situada en el oeste de la península de Anatolia, en lo que hoy son las provincias turcas de Esmirna y Manisa. El reino de Lidia duró desde la caída del Imperio hitita hasta su conquista por los persas, según unas fuentes desde el 1300 a. C. y, según otras, desde el 718 hasta el 546 a. C.
Destacó como potencia comercial, y fue, además, conocida por su riqueza en oro, proveniente del río Pactolo y de las minas del monte Tmolo. Actualmente se cree que su riqueza provenía más de la fertilidad de sus campos, o bien de su superioridad comercial respecto a los griegos.
Fue el primer lugar donde se acuñó moneda, antes incluso que en China o India. Esas primeras monedas datan del reinado de Giges, en la segunda mitad del siglo VII a. C., hacia el 620 a. C., e incluso antes, durante el reinado de Ardis II (652-621 a. C.). Los conocimientos actuales se apoyan en los hallazgos de monedas de electro u oro blanco, cuyos yacimientos principales se hallan en Éfeso, en la costa de Asia Menor.
Debido a su expansión por las costas jonias y a la enorme influencia cultural que los jonios tuvieron sobre los lidios, en ciertos periodos históricos muchos historiadores consideran a Lidia, si no parte de los pueblos griegos, al menos altamente helenizados. Esta aculturación fue mutua, aunque de menor intensidad por parte lidia, de manera que los avances musicales, comerciales e incluso la literatura y los juegos populares lidios fueron adoptados por los griegos, mientras que la arquitectura, la religión y la vestimenta griegas influyeron en las lidias. No obstante, siempre existieron diferencias entre griegos y lidios, una de las más llamativas fue el trato otorgado a la mujer por parte de los hombres, mucho más ecuánime en la sociedad lidia. Autores clásicos como Estrabón, observando más diferencias que similitudes, concluyeron que los lidios no eran parte de los pueblos griegos.

## Lidia en la mitología griega

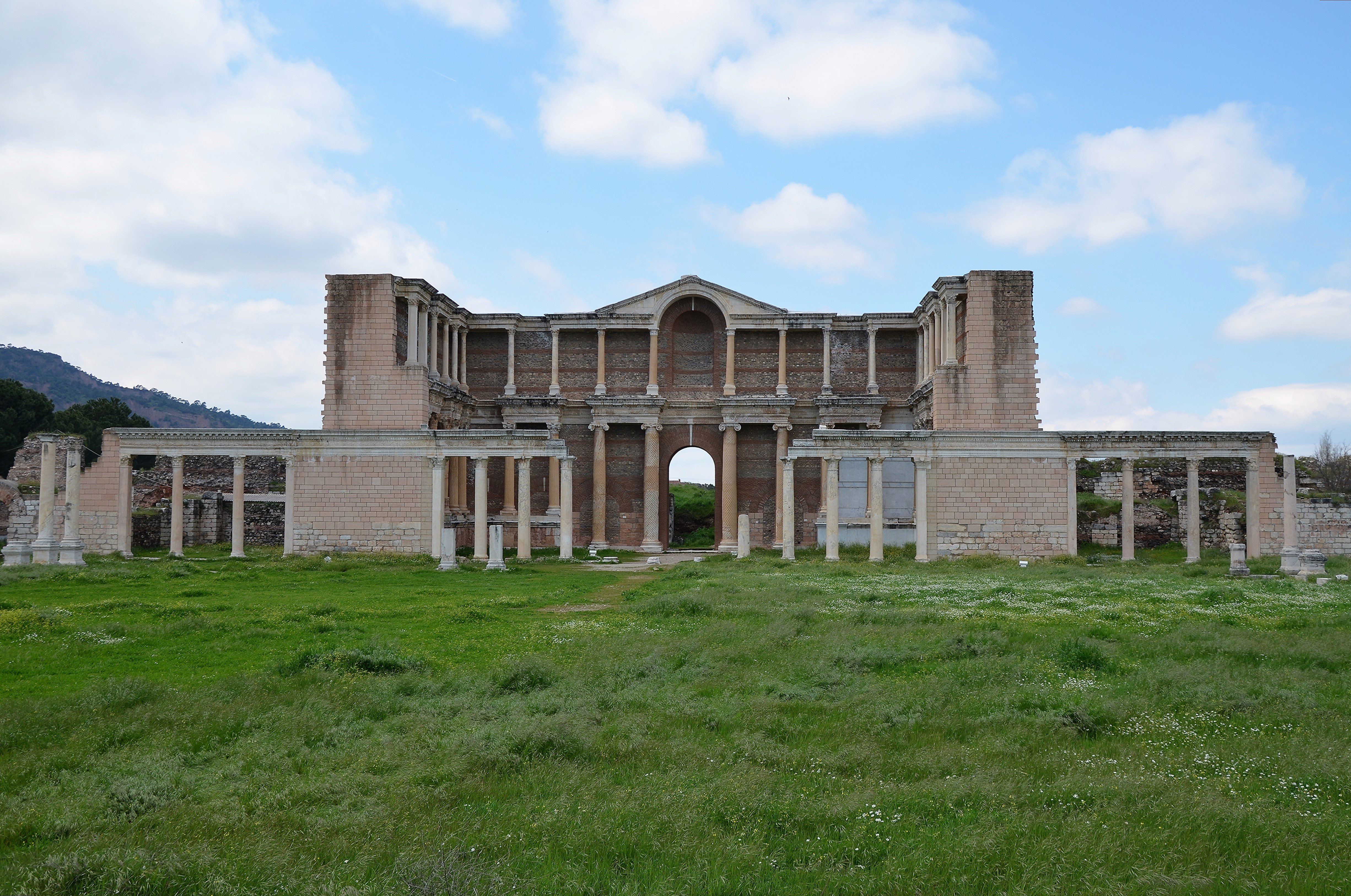
El antiguo gimnasio de Sardes.

Se desconocen prácticamente todos los datos de la mitología lidia, y tanto su literatura como sus rituales se han perdido, en ausencia de cualquier monumento o área arqueológica que haya aportado inscripciones extensas. Esta es la causa de que cualquier referencia a los mitos que envolvieron a Lidia nos llegue a través de los antiguos griegos.
Para los griegos, el principal regente de la Lidia mítica fue Tántalo, cuyo hija predilecta, Níobe, junto a su marido Anfión, enlazan los asuntos de Lidia con Tebas. Se dice de Níobe que un torbellino la transportó hasta el monte Sípilo, en tierra lidia. A través de Pélope la línea de Tántalo se divide, al menos según los mitos de la segunda dinastía micénica. Según informa Pausanias, Tántalo era oriundo de Sípilo.
Ónfale, hija del río Yárdano, fue reina de Lidia. Ésta requirió a Heracles para que la sirviera por un tiempo. Sus aventuras en Lidia son las de un héroe griego en una tierra periférica y extraña. Este relato sirvió posteriormente para que se mencione a Tirseno, hijo de Heracles. A raíz de él existe una tradición que supone un origen lidio o grecolidio de Caria de los etruscos, llamados por los griegos tyrrenoi (palabra desarrollada probablemente de Tirreno o Tirseno), aunque ellos se llamaban a sí mismos rasena.
Estos héroes ancestrales indican que la dinastía lidia afirmaba descender de Heracles; se dicen pertenecientes a la dinastía de Heracles a los reyes que gobernaron Lidia, aunque quizá no descendieran de Ónfale. También existe la leyenda, aportada por Estrabón, de que Etruria fue fundada por colonos procedentes de Lidia, dirigidos por Tirreno, hermano de Lido; emigración ordenada por el rey Atis debida a una hambruna. Esta teoría está discutida en la actualidad, pero no se descarta debido a algunas semejanzas entre ambas civilizaciones, como la cerámica. Sin embargo, Dionisio de Halicarnaso apunta que la lengua y las vestiduras etruscas fueron totalmente diferentes a las de los lidios. Estrabón hace que Atis, padre de Lido y Tirreno, sea un descendiente de Heracles y Ónfale. Muchas otras referencias apuntan en su lugar a Atis, Lido y Tirreno entre los reyes lidios anteriores a la dinastía de Heracles.
Las minas de oro a lo largo del río Pactolo, en las montañas occidentales de Anatolia, fueron fuente proverbial de la riqueza de Creso, el último rey en la historia del Reino de Lidia, pues se dice que el legendario rey Midas de Frigia navegó por sus aguas, convirtiéndolas en oro.

## Historia como Estado independiente

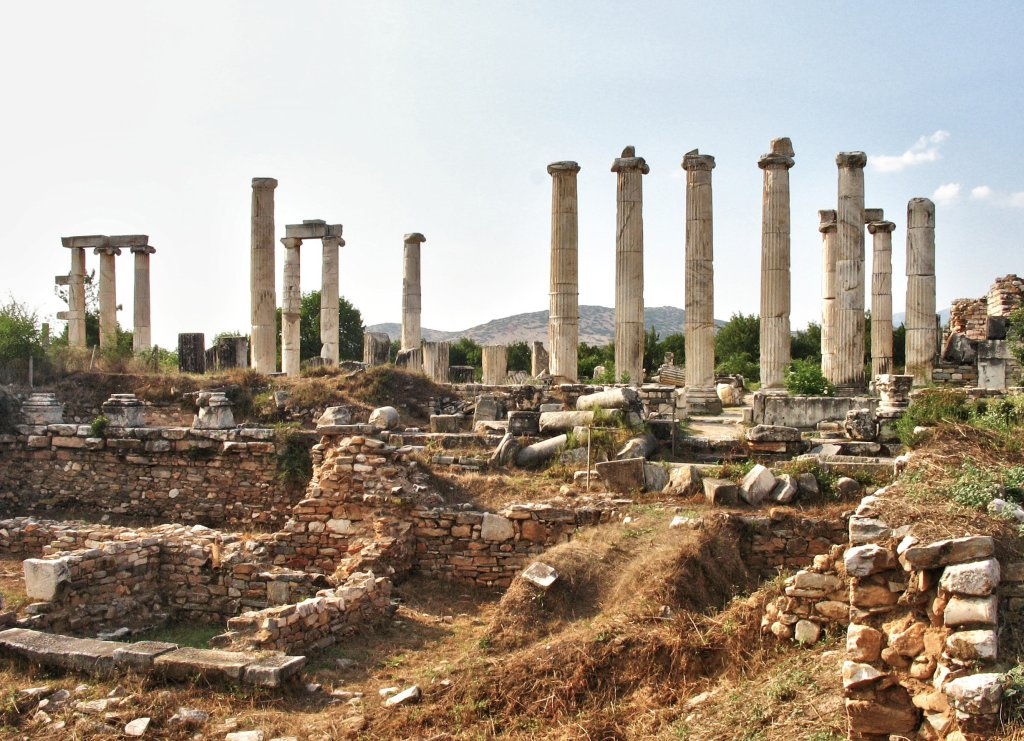
Un templo de Afrodita en Sardes.

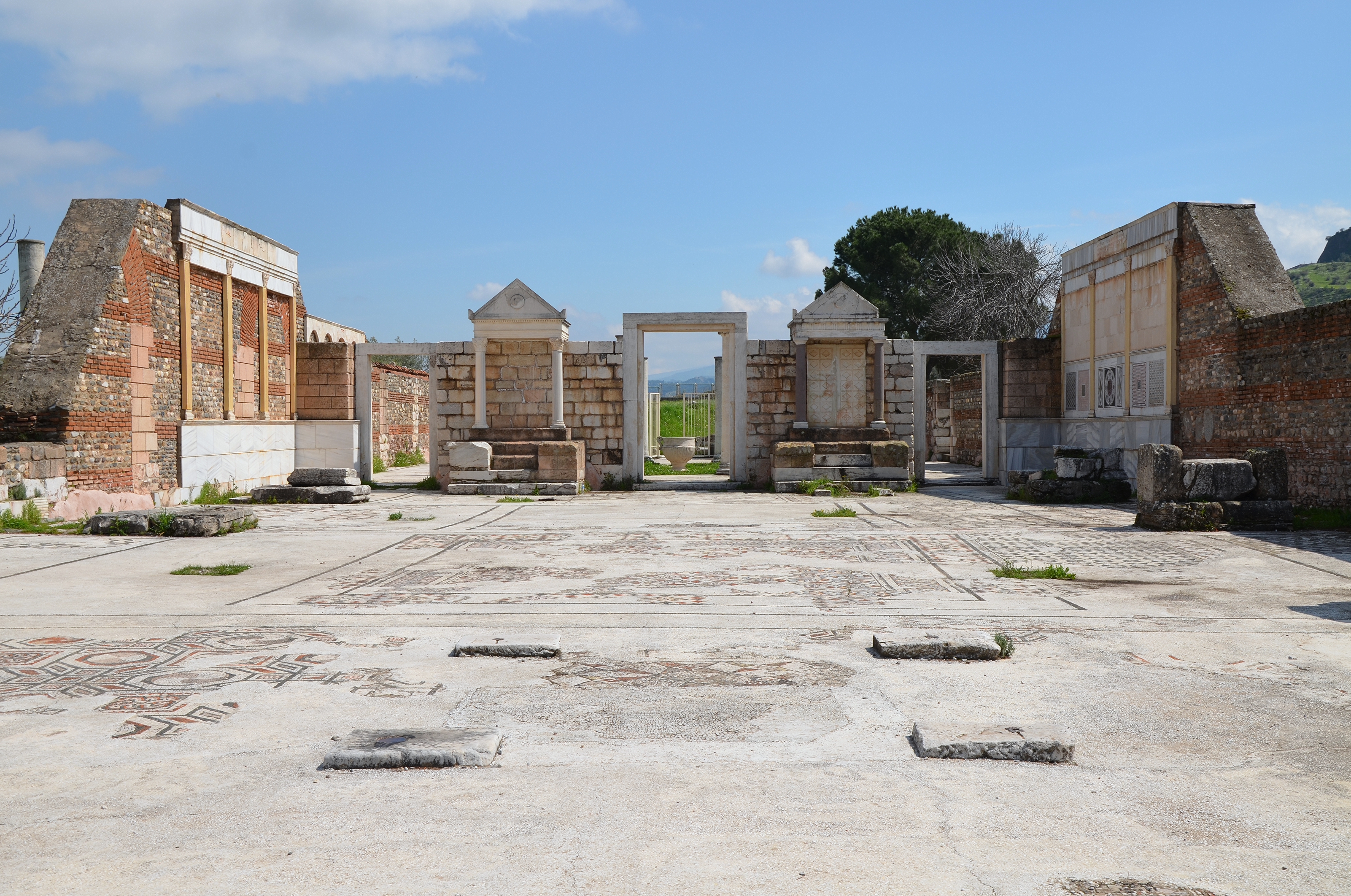
La sinagoga en Sardes.

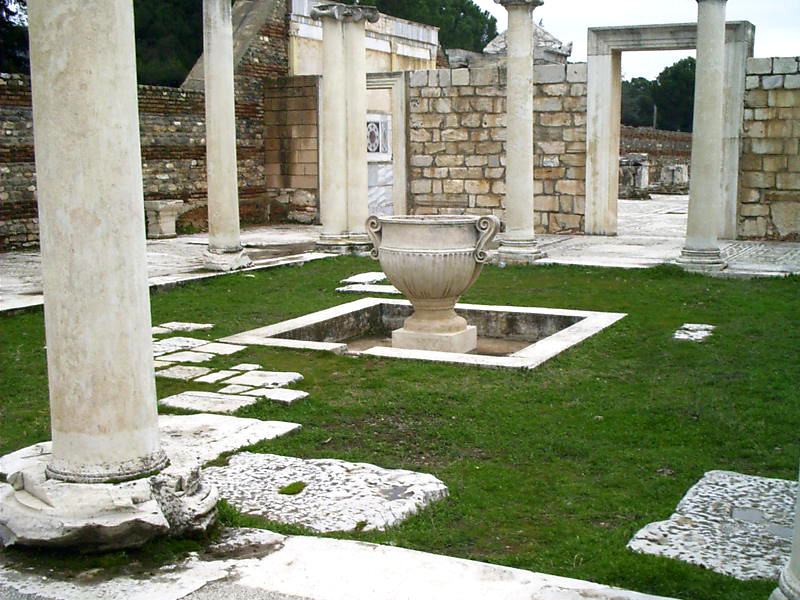
La sinagoga en Sardes.

Situación política entre los siglos IX-VII a. C., justo antes del esplendor de Lidia.

Área original de Lidia y expansión hasta el río Halis, en la época de Aliates II.

Lidia durante el reinado de Creso.

La historia del Reino de Lidia puede dividirse de acuerdo a las tres dinastías que lo gobernaron, de las que la primera fue completamente mitológica y parte de la segunda se ha reconstruido con reservas, ya que hay divergencias entre las fuentes. Esta controversia en los datos y el desconocimiento del periodo histórico llamado Edad Oscura, hacen que se puedan fijar hasta tres fechas plausibles de la fundación del reino: algunas fuentes fechan el nacimiento de Meoncia, y por tanto del reino de Lidia, en el año 1579 a. C.; otros autores defienden que ocurrió en torno al 1300-1200 a. C., debido a la debilidad de los hititas y a la aparición de los nombres Meoncia y Arzawa, si bien siempre mencionados ambiguamente; mientras que otros se ciñen a lo que se conoce mejor y datan la fundación en torno al año 700 a. C.
Ya hubiese sido fundado en tiempos tan remotos o no, se sabe que antes del año 680 a. C., Lidia era un reino vasallo de Frigia, que en esa época cayó en poder de los cimerios, propiciando la total independencia y expansión de Lidia.

### Origen de Lidia

#### Teoría 1: Herederos de Meoncia y Arzawa
Lidia surge tras la caída del Imperio hitita, como resultado del colapso político y económico que llevó a la disgregación de este en el siglo XII a. C. En esa época el nuevo reino se llamaba Arzawa, aunque de acuerdo con las fuentes griegas, el nombre original de Lidia fue Meoncia o Meonia, por estar habitada por los pelasgos meonios. Homero la cita como Meonia, llamando maiones a sus habitantes y mencionando que procedían de Hida, al pie del monte Tmolo.
Se cree que Hida pudo haber sido el nombre del lugar donde se levantó Sardes y no un asentamiento distinto a esta ciudad, como se creyó antiguamente.
Siglos después Heródoto, en su libro Clío (el primero de Historia), añade que los meonios o meones o mayones pasan a llamarse lidios después del reinado de uno de sus reyes, Lido o Leído (Λυδός), hijo de Atis, que independizó el territorio completamente del dominio extranjero y cuyas referencias datan de una época dinástica mitológica. Este epónimo les valió ante los griegos el nombre de lidios (Λυδοί). El término hebreo, Lûḏîm (לודים), se encuentra en Jeremías 46, 9 y se considera una derivación de Lud (en hebreo: לוּד), hijo de Sem. En tiempos bíblicos los guerreros lidios fueron famosos arqueros. Algunos meonios existieron aún en tiempos históricos, en las tierras interiores a lo largo del río Hermo, donde se tienen referencias de una ciudad llamada Meoncia. La cita de Heródoto dice textualmente:

«Los que reinaban en el país antes de Agrón, eran descendientes de Lido, el hijo de Atis; y por esta causa todo aquel pueblo, que primero se llamaba Meón, vino después a llamarse lidio»

Por último, también Estrabón menciona un nombre similar en esta cita:

«Los cimerios (...) realizaron una expedición a la lejana región del lago Meotis»

#### Teoría 2: Herederos de Frigia
Historiadores como Carlos González Wagner fechan la aparición de Lidia en el siglo VII a. C., teorizando que cuando los cimerios destruyeron el Reino de Frigia esta sociedad floreció de nuevo como Lidia. Esta versión —defendida por otros autores— se ocupa solo de la dinastía mermnada, olvidándose del resto.
Sin embargo, autores como M. Liverani, niegan que Frigia llegara a controlar la región de Lidia, con lo cual en ningún caso Lidia sería sucesora de Frigia, sino un estado ajeno a ella.

### Dinastía Atiada
Los reyes Atiados o Tantálidos se corresponden con el reino mitológico de Meoncia:
- Tmolos, Meon o Manes:[33] hijo de Tántalo de Frigia (¿1579?,[17] 1300 o 1200 a. C.) De Tántalo vendría el nombre de tantálidos, y del propio Manes el del Reino de Meoncia o Maeonia.
- Tántalo de Pisa (1200 a. C.) Fue muerto por el micénico Agamenón.
- Ónfale (1195-1173? a. C.) Esposa de Manes, reinó tras su muerte.
- Atis o Tántalo (¿1190 a. C.?) Según Estrabón reinó a la vez que su padre Tmolos.[34] Del tiempo de Atis dice Heródoto que hubo una gran escasez de alimentos. En esta época tuvo lugar la guerra de Troya, tomando partido por Troya, fue enviado un ejército liderado por Mestles y Ántifo, quienes fueran jefes meonios e hijos de Talémenes.[35] Atis fundó una ciudad llamada Attalida, que terminó de edificar Lido.[36]
- Lido o Broteas (?-1183 a. C.) Hijo de Atis y rey que dio nombre a los lidios,[36] olvidándose a partir de entonces el nombre de Meoncia o Meonia.[36] Se volvió loco y se suicidó quemándose en una pira.

Esta dinastía se engrosa o reduce según las fuentes. Según Lucas Alamán, habría sido de este modo: Manes, Cotis, Atis, Lido, Akiasmo, Hermón o Adremis, Alcimo, Camblite, Tmolo, Teochimeno, Marsias, Jardano, Onfalo y Pilemeno.

### Dinastía Heráclida
Según Heródoto, los Heráclidas —en griego— o Tylónidos —en lidio— (hasta el 687 a. C.) gobernaron durante 22 generaciones, desde el 1185 a. C. y durante 505 años. La dinastía era originaria de Tracia. y según la leyenda eran descendientes de Heracles y de una de sus esposas, Yárdano. Posiblemente se establecieron en la región a raíz de la caída de la civilización micénica, en torno al 1140 a. C. Hasta Candaules todos los gobernantes llevaban en sus insignias una segur de dos filos como marca de su dinastía.
- Heracles (1183 a. C.) Tras derrotar a los troyanos se asienta en Hida. Se casó con Ónfale quien gobernó, quizá como estado vasallo tal y como afirma la mitología griega.
- Agesilas o Alceo (¿1160 a. C.?) Hijo de Heracles y Ónfale.
- Belo (¿1140 a. C.?) Hijo de Alceo.
- Nino (¿1120 a. C.?) Hijo de Belo. Algunos cronistas posteriores enuncian a Alceo, Belo y Nino ya como reyes de Lidia.
- Agrón o Argon (¿1100 a. C.?) Para algunos se trata del primer rey heráclida de Lidia, fuera de las fábulas mitológicas.[39] Heródoto lo considera el primer rey de la dinastía Heráclida, sucesor de los reyes de la dinastía de Lido.[40] Según el historiador Fernando Patxot (bajo su pseudónimo Manuel Ortiz de la Vega) fue él quien dio la capitalidad a Sardes.[36]
- (1100-795 a. C.) Las listas de reyes dan un total de 17 vacíos que continuaron la línea dinástica sin interrupción.
- Ardis I o Agrón[19] (795-759 a. C.).
- Aliates I o Alceo[19] (759-745 a. C.).
- Mirso[19] o Meles (745-733 a. C.).
- Candaules (o Mírsilo, según los griegos) (733-716 a. C.; o 733-685 a. C.) Gobernó durante 70 años, siendo asesinado por su oficial favorito, Giges, quien le sucedió en el trono.

### Dinastía Mermnada

Extensión de Lidia entre finales del y mediados del

Según Heródoto, Candaules ocultó a Giges para que viera a su mujer desnuda, pero ella se percató y le ofreció a Giges casarse con él si mataba a Candaules o morir, por lo que Giges mató a Candaules. De esta manera nació la dinastía de los mermnadas.
- Giges (685-644 a. C.) Era hijo de Dascilo, un súbdito de Candaules. Aparece como Gugu de Luddu en las inscripciones asirias y lo fechan entre 687-652 a. C. o 690-657 a. C., según las distintas fuentes. Una vez establecido en el trono consolidó el reino e hizo de él un poder militar considerable. Algunos textos lo citan como el instaurador de la capitalidad en Sardes. Durante su reinado muchas ciudades lidias fueron saqueadas por los cimerios, que no llegaron a entrar en Sardes. Envió tropas a Egipto para ayudar a Psamético contra los asirios, conquistó gran parte de Anatolia, incluyendo zonas de la Tróade y sometió la ciudad griega de Colofón.[6] Murió en una batalla contra los cimerios, que acosaban Sardes.[42][31] Algunos teólogos relacionan a Giges de Lidia con el bíblico Gog de Magog, mencionado en el Libro de Ezequiel y en el Libro de las Revelaciones.
- Ardis (652-621 a. C.) Continuó la guerra contra los milesios emprendida por Giges y tomó Priene; los cimerios penetraron en la capital, pero no pudieron conquistar su fortaleza.[36]
- Sadiates (621-609 a. C. o 624-610 a. C., según las fuentes) Heródoto escribió que luchó contra Ciáxares, descendiente de Deyoces, y contra los medos; que expulsó a los cimerios de Asia, tomó Esmirna e invadió las poleis griegas de Clazómenas y Mileto.
- Aliates (609 o 619 a. C[42]-560 a. C.) Recordado como uno de los grandes reyes de Lidia, bajo su mando el país se expandió en todas direcciones. Cuando Ciáxares atacó Lidia, los reyes de Cilicia y Babilonia intervinieron en aras de negociar una paz que se consiguió en el año 585 a. C.[43][31] Los cimerios irrumpen nuevamente en el país tras 80 años de paz,[44] provocando el terror en el centro de Anatolia, pero Aliates los rechaza en el 609 a. C.[45] De esta época data la frontera lidia con el Imperio medo del río Halis. Heródoto dejó constancia de las luchas entre medos y lidios, y anotó tantas victorias de un bando como del otro. La batalla del Eclipse, 28 de mayo de 585 a. C., fue el final de 50 años de lucha entre ambas potencias, terminando abruptamente con la sorpresa de un eclipse solar total. La paz se selló con la entrega en matrimonio de Arienis, hija de Aliates, a Astiages, hijo de Ciáxares, que más tarde sería el último rey medo.[46] También durante su reinado se conquistó Esmirna y se echó a los escitas del país.[36]
- Creso (560-546 a. C.) La expresión «tan rico como Creso» proviene de este rey, pues se decía que era el hombre más rico del mundo. De su reinado ha llegado hasta nuestros días el «tesoro lidio», una amplia colección de objetos encontrados en la provincia turca de Uşak. En cuanto Creso dispuso del trono tuvo que luchar contra su hermano Pantaleón, quien inició una guerra civil.[6] Logró someter a las ciudades jónicas con excepción de Mileto, llevando a Lidia a su mayor esplendor.[42] Creso admiraba la cultura griega y, además de adoptar muchas de sus costumbres, ayudó a restaurar el templo de Artemisa en Éfeso y donó muchos bienes al templo de Apolo en Delfos.[10] El Imperio Lidio llegó a su final cuando Creso, influido por el Oráculo de Delfos, atacó a los territorios medo-persas de Ciro II.

### Caída de Lidia
Los antecedentes de las batallas entre medos y lidios surgieron por la política expansionista de ambos imperios. En tiempos de Aliates II los medos conquistaron Armenia y Capadocia, llegando a las fronteras lidias. Ambos ejércitos se enfrentaron en la conocida «Batalla del Eclipse», que terminó en un tratado de paz que pactaba la frontera en el río Halis.
Durante el reinado de Creso en el siglo VI a. C., Ciro II el Grande de Persia mató a su abuelo Astiages y conquistó Media, dando lugar al Imperio Medo-Persa. Se formó así una coalición anti-persa mediante la unión de Egipto, Babilonia, Cilicia y Lidia, ayudados por mercenarios griegos del Peloponeso, que se oponía al nuevo régimen conquistador de Ciro II; se dice que esta unión fue creada por interés de Creso. De estos tres imperios, el de Lidia fue el primero en caer. Creso consultó el Oráculo de Delfos para saber qué tenía que hacer y este predijo que si rebasaba el río Halis destruiría un imperio. Creso creyó escuchar la profecía de una victoria y cruzó el Halis con su poderosa caballería, pero estos no fueron oposición en el desierto contra los camellos de Ciro II, por lo que fue derrotado. Esta batalla es conocida como la Batalla de Pteria, pues su consecuencia inmediata fue la pérdida de la ciudad de Peria, que Creso acababa de conquistar, talando los bosques a su alrededor para prevenirse de ataques sorpresa.
Ciro II entró en Sardes poco después y a punto estuvo de hacer matar a Creso, siendo esto evitado por su segundo hijo. La mayoría de las versiones que abordan el tema aseguran que antes de asesinar a Creso quemándolo vivo junto a catorce jóvenes, un comentario fortuito de aquel, citando a Solón —«Nadie debe tenerse por dichoso antes de que haya sonado su hora postrera»—, hizo que Ciro le perdonara la vida, llegando a ser grandes amigos; incluso, Ciro le tomó como consejero y le dedicó un templo al estilo del de Artemisa en Éfeso. Se dice que Creso envió sus antiguas cadenas de prisionero al Oráculo de Delfos para echarle en cara su visión. A partir de entonces Lidia desaparece como estado independiente, pasando a ser una satrapía del Imperio aqueménida.

## Historia como provincia y región histórica

### Satrapía persa
En el 546 a. C. Lidia (Sparda, para los aqueménidas) fue conquistada y convertida en satrapía del Imperio persa con capital en la ciudad de Sardes. El primer gobernador o sátrapa fue el persa Tabalo, elegido por Ciro II; sin embargo, su gobierno no duró mucho, pues los lidios se alzaron en rebelión. La insurrección tuvo que ser controlada por el general Mazares y su sucesor, el general Harpago. Tras la muerte de Ciro fue nombrado sátrapa de Lidia Oretes cuyo mandato coincidió con el del emperador persa Cambises II. Por entonces, Persia favoreció un período caótico al conquistar la isla de Samos y asesinar a su tirano Polícrates. El nuevo emperador persa, Darío el Grande, ordenó a Bageo matar a Oretes, convirtiéndose aquel en sátrapa durante un corto periodo, seguido de Ótanes y Artafernes, el hijo más joven de Darío.
Durante la revuelta de las ciudades jonias en el año 499 a. C., lideradas por Mileto, Sardes fue saqueada e incendiada por los griegos. Cinco años después, la rebelión fue sofocada por Artafernes, tras lo cual muchos persas se trasladaron a Lidia, cuyas tierras fueron cedidas a aristócratas persas y a griegos.
En el 492 a. C. Artafernes hijo sucedió a su padre, y desde el año 480 hasta el 440 a. C. no se conoce prácticamente nada de la región. En el 440 a. C., el sátrapa Pisutnes intentó reconquistar Samos, entonces en rebelión contra Atenas, pero falló en su empeño. En el 420 a. C. hubo una revuelta en contra de Darío II por razones que se desconocen. Un noble llamado Tisafernes llegó a Lidia y arrestó y ejecutó a Pisutnes, convirtiéndose en el nuevo sátrapa en el 415 a. C., en oposición a Amorges, hijo de Pisutnes.
Después de la derrota ateniense ante Esparta (404 a. C.) los griegos invadieron Lidia. Tisafernes retuvo la invasión en el 399 a. C., pero Sardes fue conquistada por el rey espartano Agesilao II. El sátrapa fue ejecutado y reemplazado por Tiribazo, quien restauró el orden en la región y fue responsable de una serie de tratos entre el rey persa y las ciudades-estado griegas.
Autofradates fue, probablemente, el sucesor directo de Tiribazo, y participó a favor del emperador aqueménida durante las revueltas del 370 a. C. El último sátrapa de Lidia fue Espitrídates, a quien Alejandro Magno dio muerte en la batalla del Gránico. Después, el comandante persa Mitrenes le entregó la ciudad.
Durante esta época se construyó el «Camino Real» persa, un inmenso vial que conectaba Susa con Sardes.

### Imperio Macedónico, Reino de Sardes, Imperio seléucida y Reino de Pérgamo

Reino de Pérgamo y Estados circundantes.

Lidia fue conquistada por el rey macedonio Alejandro Magno entre los años 334 y 323 a. C., al igual que el resto del Imperio aqueménida. A la muerte de Alejandro el imperio Helénico se dividió, Lidia quedó del lado del Imperio seléucida, tras disfrutar brevemente de una independencia exigua y dudosa como Reino de Sardes, bajo el poder del sátrapa y general macedonio Antígono I Monóftalmos. Cuando fue imposible para los seléucidas mantener el territorio en Asia Menor, Lidia cayó en manos de la dinastía atálida de Pérgamo y su aliada Roma, pasando a formar parte del Reino de Pérgamo.
- Sátrapas de Macedonia (334-301 a. C.):
  - Asandro de Caria (334-331 a. C.).
  - Menandre (331-321 a. C. o 323-320 a. C.).
  - Clito (321-318 a. C.).
  - Antígono I Monóftalmos (318-301 a. C., y rey de Macedonia desde el 306 a. C.).
- Reino de Sardes o Reino de Asia Menor (306-301 a. C.):
  - Antígono I Monóftalmos (318-301 a. C., y rey de Macedonia desde el 306 a. C.).
- Bajo dominio del Imperio seléucida (301-189 a. C.):
  - Seleuco I Nicátor (301-¿? a. C.).
- Reino de Pérgamo (188-133 a. C.):
  - Eumenes II (197-160 a. C.).
  - Átalo II (160-138 a. C.).
  - Átalo III (138-133 a. C.).

### Provincia romana

Provincia romana de Asia.

Cuando en el año 133 a. C. los romanos tomaron Sardes, Lidia era parte del legado de los atálidas. Roma mantuvo a Lidia como una provincia llamada Asia, que fue muy rica, regida por un gobernador que llegó a ser procónsul. Todo el oeste de Asia Menor y las colonias judías fueron escenarios cristianos durante el gobierno romano, como demuestran las menciones en los Hechos de los Apóstoles. En este libro se menciona el bautismo de una comerciante llamada Lidia, que provenía de Tiatira —hoy Ak Hisar, Manisa—, que una vez fue parte de la satrapía Lidia.
Tras la reforma del emperador romano Diocleciano en el año 296 d. C., Lidia fue provincia independiente del Imperio romano, aunque mucho más pequeña que la satrapía que había sido, con capital nuevamente en la ciudad de Sardes. Junto a las provincias de Caria, Helesponto, Licia, Panfilia, Frigia Primera y Segunda, Pisidia e Insulae formó la diócesis de Asiana, parte de la prefectura pretoriana de Oriente junto a la diócesis Póntica, que ocupaba prácticamente el resto de Asia Menor, Oriente Próximo (fundamentalmente Siria), Egipto y Tracia.

### Themabizantina

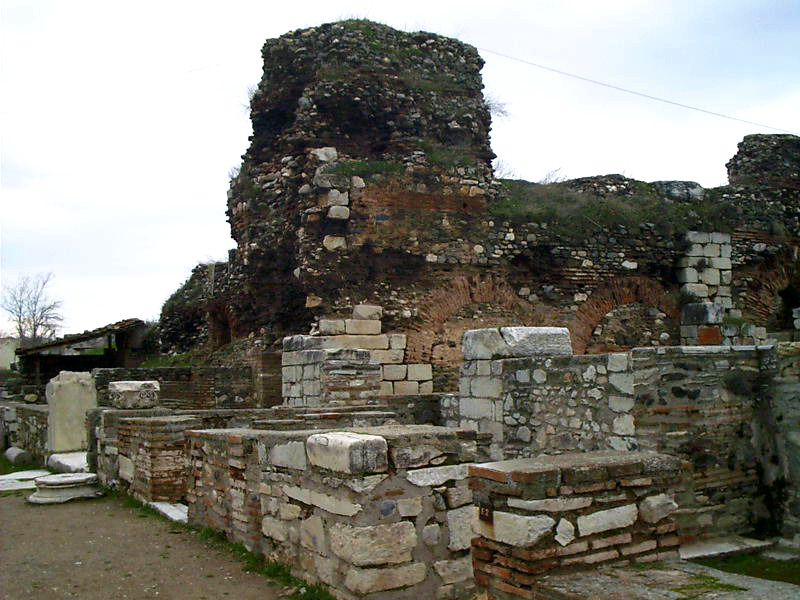
Ruinas bizantinas en Sardes.

Durante el gobierno del emperador bizantino Heraclio (610-641) Lidia formó parte de Anatolikón, una de las themas originales de los anatólicos, y después de Trakesión. Aunque los turcos islámicos conquistaron casi todo el resto de Anatolia, creando el Sultanato de Rüm, Lidia siguió formando parte del Imperio bizantino.
Cuando en la Cuarta Cruzada cayó Constantinopla, Lidia continuó siendo parte del Imperio Griego bizantino ortodoxo.

### Gobiernos turco y otomano
Finalmente Lidia cayó en manos del beylik turco de Saruhan, hasta que fueron absorbidos por el Imperio otomano en el año 1390. Durante la ocupación otomana Lidia formó parte de la provincia de Aydin, terminando por ser hoy la parte más occidental de la moderna República de Turquía.

## Etimología

### Teorías antiguas y documentación clásica
- Fuentes griegas: Heródoto afirma que el nombre Lidia proviene de un rey llamado Lido, contemporáneo de la caída de Troya (Edad de Bronce). La denominación de Lidia para el Estado de Anatolia se limita a las fuentes griegas y asirias, no apareciendo en los pasajes bíblicos hasta el siglo VIII a. C.

- Fuentes asirias: En los textos asirios el nombre de Lidia se asocia con Guggu de Luddu,[59] quien ascendió al trono sobre el año 680 a. C.

- Fuentes bíblicas: Existen menciones a Lud en el Antiguo Testamento,[3] especialmente en un pasaje de Isaías (66, 19) donde se la relaciona con Javan, es decir Jonia.

### Teoría del origen griego
El nombre de Lidia en sus formas bíblicas y asirias parece derivar de un vocablo utilizado por los griegos que invadieron las costas de Jonia. Se conserva información en textos bilingües y trilingües aqueménidos sobre formas similares a «Lidia» y «Sardes». Así, la tradición griega quedaría relacionada en el caso de Sardes (Sfard, fundada en el siglo VII a. C.) con numerosos textos en otros idiomas: Sfard —en lidio—, Saparda (satrapía persa), Saparda —en arameo—, Sapardu —en babilónico— e Išbarda —en elamita—.
Por otro lado, si en Anatolia el idioma lidio cambió el sonido p por el de f y hubo una extensión de vocales, Saparda pudo ser un precedente de Sfard. Si la Sefarad de la Biblia hebrea es también Sfard, la palabra puede datarse hacia el 600 a. C., antes de la invasión persa sobre Lidia. Al igual que la lengua lidia, los nombres propios Lidia y Sfard parecen haber tenido antecedentes primitivos en la Edad Oscura o en tiempos inmediatamente precedentes.

### Teoría del origen fenicio
El arqueólogo y geógrafo Bochard defendió en el siglo XVII que Lidia proviene de la palabra fenicia Luz con que los fenicios se referían a las regiones atravesadas por el río Meandro, al sur de la Sierra Tmolo. Luz es el verbo referente a «ventear» o «soplar el viento». Bochard argumenta su versión basándose en que los vientos son muy fuertes en esa región; así, cuando los fenicios se referían a Lidia escribían Lud, pero también utilizaban esa palabra para las regiones ventosas del Nilo.

## Geografía

### Fronteras

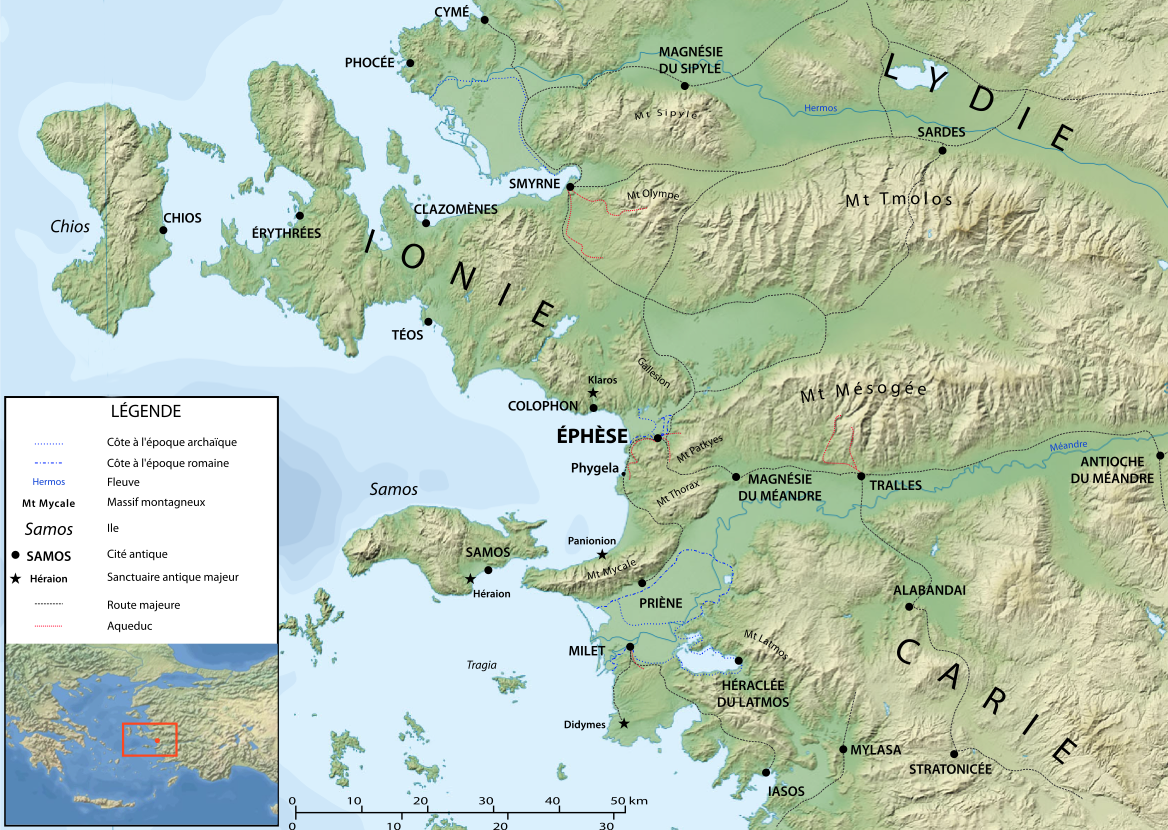
Geografía de gran parte de Lidia, desde Sardes hasta la costa jonia, donde se aprecian las sierras Tmolo y Mesogis y el río Hermo.

Las fronteras históricas de Lidia variaron a lo largo de las centurias. Pasados los tiempos mitológicos (desconocidos históricamente) ocupaba Misia, Caria, Frigia y la costa de Jonia; aunque los lidios dominaran Jonia, dejaron que esos pueblos se gobernasen a sí mismos, estableciendo relaciones de vasallaje. Más tarde el poder militar de los reyes Aliates y Creso expandieron sus dominios hasta hacer del Reino de Lidia un imperio con capital en Sardes, que controló la mitad oeste de Asia Menor hasta el río Halis, excepto Licia. Una vez conquistada, el nombre Lidia nunca más volvió a abarcar tales dimensiones. La parte sur fue llamada valle del Meandro por los persas, y bajo el poder romano Lidia quedó comprimida entre Misia y Caria a un lado, y Frigia y el mar Egeo al otro.
Una descripción breve pero intensa de las fronteras históricas lidias, así como de las partes que componían el país y las principales ciudades, la hizo Bernardo Monreal y Ascaso, quien distingue claramente entre la Lidia surgida del reino de Meoncia (llamada Lidia Interior) y Jonia (Lidia Marítima, en la que se incluyen las islas de Quíos y Samos).

### Principales ciudades
Descontando las ciudades jonias que alguna vez estuvieron en poder lidio, entre las que destacaron Esmirna, Éfeso y Mileto, las ciudades lidias más importantes, listadas por Ptolomeo, fueron:
- Sardes: Capital de reino y residencia de los sátrapas persas una vez este hubo caído. Estaba protegida por una serie de murallas y terraplenes. Durante el reinado del emperador romano Tiberio un gran terremoto destruyó la ciudad, que aún conservaba su importancia. Aunque se reconstruyó, fue sucesivamente expoliada por distintos pueblos y nunca volvió a recuperar su grandeza. Para el Cristianismo es famosa por ser una de las Siete Iglesias del Apocalipsis.[3]
- Filadelfia: Situada a unos 45 km al sureste de Sardes, sobre una ladera de los Montes Tmolo. Fue fundada el año 189 a. C., cuando Lidia se había visto reducida a una provincia imperial.[3]
- Tiatira: El nombre le fue dado por Seleuco I Nicator, pues lidios y griegos la conocían por Pelopia (en griego antiguo: Πελοπία). Está a unos 40 km al noroeste de Sardes. Era conocida por ser un gran centro de comercio de índigo. También es mencionada como otra de las Siete Iglesias del Apocalipsis.[3]
- Magnesia del Sipilos: Situada cerca de 56 km al oeste de Sardes, junto al monte Sípilo.[3]

### Relieve
El país ocupaba una región interior del oeste de Anatolia, partiendo del valle del río Hermo. En su expansión alcanzó las costas jónicas al oeste, las del mar Negro al norte, la desembocadura del Halis al este, en Anatolia central, y los montes Tauro al sur. Este territorio está centrado en dos valles paralelos, cuencas de sendos ríos. De la orografía destacan:
- La montaña Mesogis[3] (tronco de los montes Tauro),[63] principal montaña de Lidia.[63]
- La sierra de Tmolo[3] (hoy Bozdağ) famosa por sus minas de oro.
- Las montañas Dracon, donde destacan las cotas de los montes Olimpo (hoy llamado Ulu Dag) y Sípilo.[3]
- Meseta Catacecaumene. La Lidia Catacecaumene o Lidia Quemada, nombre que debemos al historiador lidio Janto de Lidia, era una región limítrofe del país asolada por lava volcánica. Se encuentra al este de Sardes. Allí, el historiador sitúa en el siglo V a. C. a los árimos, pueblo gobernado por el rey Arímoo. La región tuvo dos consecuencias importantes en la historia de la cultura. La primera que la Ilíada fue corregida para situar esta región cerca de Sardes, a causa de la explicación de Janto, y la segunda que fue identificada por William Arundell hacia 1820 como efecto de la cólera divina sobre las Siete Iglesias del Apocalipsis.[64] Estrabón se hizo eco en su Geografía de que esta región era lidia, matizando que otros autores la creían misia.[65]

### Hidrografía

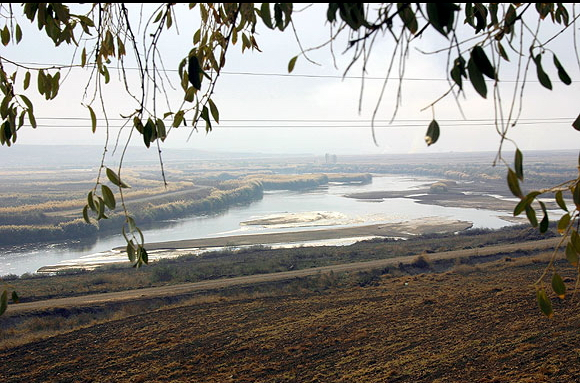
Vista aérea del río Halis, famoso por la profecía del Oráculo de Delfos hacia el rey lidio Creso.

- Río Caístro:[3] (moderno Küçük Menderes) Antigua frontera de Lidia con la Tróade, fue conocido entre los antiguos por sus rápidas corrientes.
- Río Pactolo:[3] (moderno Sart Çayı) Al oeste de Anatolia; su cauce atraviesa las ruinas de Sardes y afluye al Hermo. Fue conocido por llevar oro.
- Río Halis[3] (actualmente Kizil Irmak -Río Rojo), el más largo de Anatolia. Desemboca en el mar Negro, en el centro de Anatolia. Su curso inferior constituía el límite oriental de Lidia durante los reinados de Aliates II y Creso.
- Río Hermo:[3] (actualmente Gediz) Al oeste de Turquía, señala el centro de la antigua Lidia. Su valle es fértil.
- Río Meandro (moderno Büyük Menderes): Aparece en los poetas de la Antigüedad debido a sus fuertes vientos; un ejemplo está en Lucano.[3]
- Lago Mármara: Fue llamado Gigeo por Homero.[66] Posteriormente recibió el nombre de Coloe y, después, de Mermere, antes de recibir su denominación actual.[67] Cerca de él se encuentran los sepulcros de varios reyes lidios.[62][66]

### Vegetación
En los lugares que ocupó Lidia destacan las siguientes masas arbóreas:
- Bosque de frondosas del Ponto Euxino y la Cólquide.
- Bosque esclerófilo y mixto del Egeo y Turquía occidental.
- Bosque mixto de Anatolia.

## Cultura, arte y arquitectura

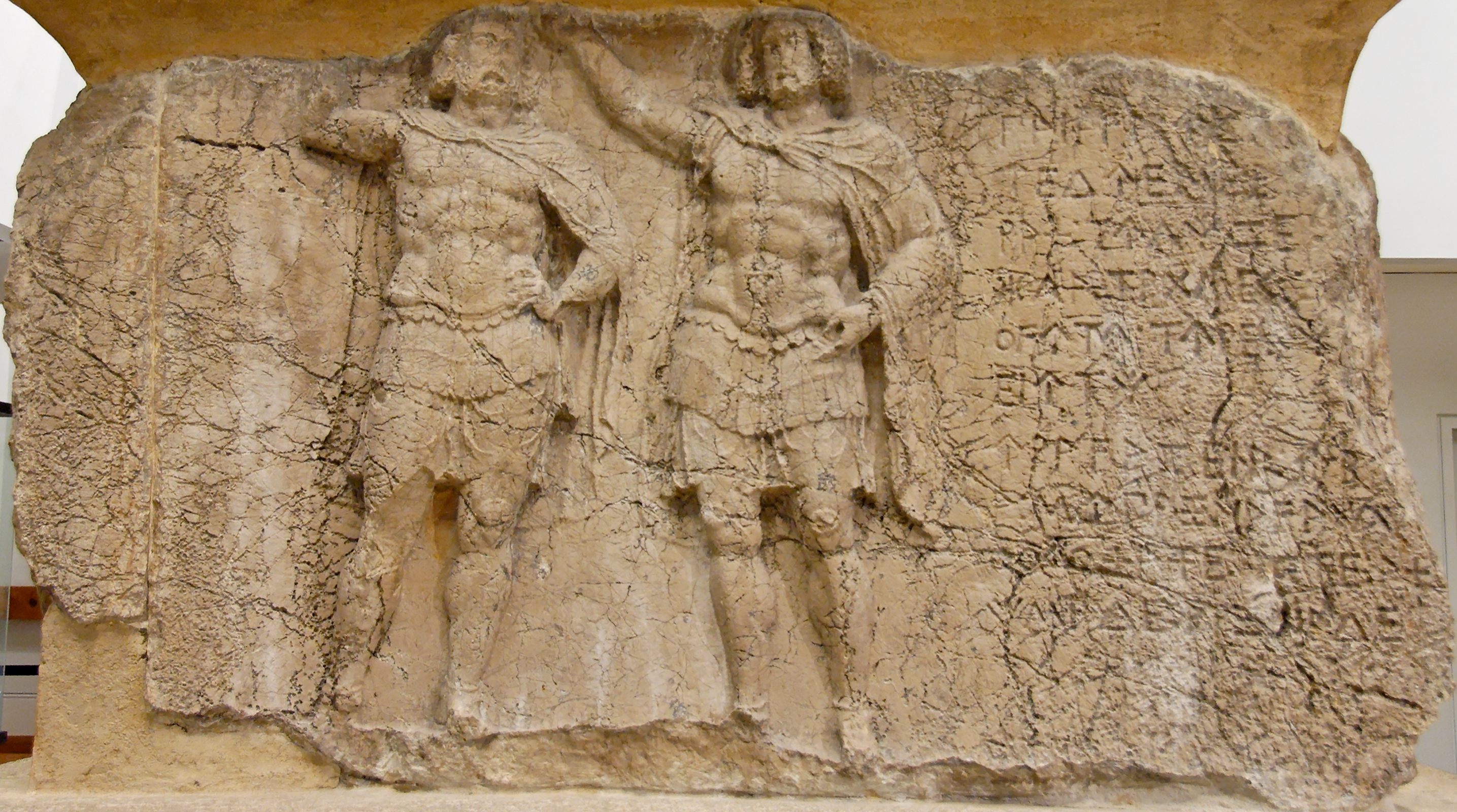
Relieve de la Tumba de Payava en la antigua Janto (hoy Günük). Las inscripciones en lidio dicen: Payava, hijo de Ad[...], secretario de A[...]rah, de estirpe lidia. 375-360 a. C.

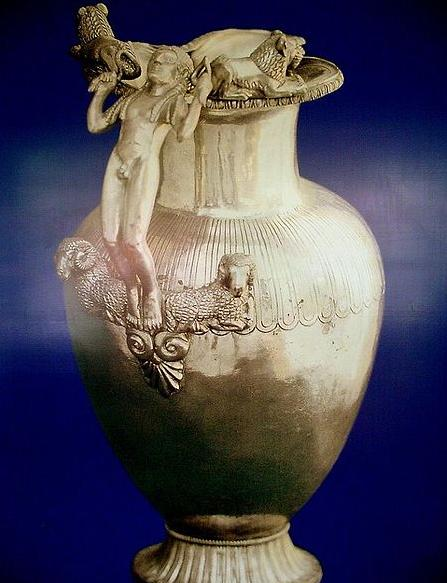
Cerámica del tesoro lidio de Uşak.

Las culturas lidia y griega se mezclaron muchísimo, de tal modo que durante la época helénica ambas pueden confundirse. Especialmente desde la conquista lidia de Jonia, Grecia y Lidia entran en un proceso de gran intercambio comercial y cultural. Los lidios, apasionados por la cultura griega, ayudaron en la restauración del templo de Artemisa en Éfeso, una de las maravillas del mundo antiguo.
Como rasgos culturales propios caben ser mencionados la independencia de la mujer respecto al hombre, la invención de un juego que se hizo muy popular en Grecia y que los romanos llamaron ludi, y el desarrollo cultural que en la región dieron ciertos personajes, como Homero y Tales de Mileto, quien se alistó en el ejército lidio y fue astrónomo, matemático, ingeniero y político. Aunque se cree que nació en Mileto o Fenicia, se sabe que fue un gran consejero de los lidios, en especial prediciendo el eclipse del año 585 a. C. en plena batalla con los medos —«Batalla del Eclipse»— y al paso sobre el río Halis.
No se tiene conocimiento de una literatura lidia, aunque es posible que existiese puesto que sí han sobrevivido inscripciones. El idioma lidio es una lengua indoeuropea del grupo anatolio y, por tanto, más cercana al licio, el cario o el hitita.
Heródoto atribuye a los lidios la invención de algunos juegos en tiempos del rey Atis, como los dados, los astrágalos, la pelota, y excluye el chaquete.

### Arquitectura

#### Arquitectura funeraria
Destaca la necrópolis «de las mil colinas» (Bin Tepe), cerca de Esmirna, y compuesta por 96 túmulos reales y aristocráticos y 150 tumbas, de las que tan solo las 3 mayores han podido ser fechadas antes de la conquista aqueménida de Lidia. Heródoto y otros historiadores antiguos describen la arquitectura lidia como la tercera en calidad, por detrás de la egipcia y la babilónica.
De entre todos los túmulos destaca el de Aliates, padre de Creso, con 69 metros de altura en la actualidad, es el más alto de la Edad Antigua, y en cuyas inmediaciones se ha encontrado una famosa estatuilla de la diosa Níobe. Consiste en un soporte de grandes piedras sobre el que sobresale una colina de tierra; la circunferencia total en su base (según mediciones de Spiegelthal, no muy distintas a las de Heródoto) es de 1115 m, superando el perímetro de 935 de la pirámide de Keops. En lo alto se dispusieron tres rocas redondas con inscripciones indicando quiénes habían participado en su construcción; cada talla se correspondía a una clase civil: mercaderes, artesanos y cortesanas. Heródoto dice que la lista de cortesanas era más larga, puesto que según él todas las mujeres lidias se prostituían y podían aportar más dinero. Las descripciones del templo son reafirmadas posteriormente por Estrabón. En la base de la colina se han hallado una serie de galerías que conducen a una cámara funeraria central. Sin embargo, ésta se encontró vacía, no habiendo tesoro, cuerpo ni sarcófago; solo se encontraron vasos de alabastro y diversas cerámicas. Spiegelthal determinó que varias de las galerías habían sido excavadas por ladrones de tesoros ya en la Antigüedad, pues la entrada había sido sellada con bloques de mármol.
El resto de túmulos que se conservan en la necrópolis, son variaciones de un mismo tipo, un pasillo estrecho que conduce a una cámara mortuoria enterrada bajo un túmulo cónico de lados tendentes a una proporción 3:2, con 2 metros de altura. Desgraciadamente, todas estas las tumbas fueron abiertas y los tesoros y ataúdes desaparecidos antes de las excavaciones de Choisy a finales del XIX, quien solo encontró restos de resinas (probablemente de la madera de los sarcófagos), de cerámicas y de alabastro en varias de ellas. De sus hallazgos se ha podido deducir que en algunas tumbas había una suerte de bancos funerarios, decorados y pintados, con zonas rehundidas para amoldarse a la cabeza y a los pies.
En Sardes se conoce otra serie de túmulos, estos truncados en la cima.

#### Otras arquitecturas
Entre los templos, además del de Artemisa en Éfeso —de estilo griego—, destaca el de Sardes, dedicado a Sipilene (nombre lidio para Cibeles).
En cuanto a la arquitectura doméstica, los lidios tenían afición por la decoración profusa, especialmente caracterizada por el uso de elementos cerámicos como recubrimientos que mostraban escenas mitológicas griegas, práctica también extendida por diversos lugares de Grecia y Anatolia. También, al igual que los griegos, los lidios construían acrópolis o ciudadelas. Las fuentes clásicas hablan de que la de Sardes estaba defendida por tres filas de murallas, de las cuales las excavaciones arqueológicas han conseguido hallar parte de un lienzo junto a construcciones de época bizantina, además de terraplenes que pudieron servir para la defensa. No obstante, la arquitectura arcaica de Sardes no ha podido ser estudiada en demasiada profundidad por haberse conservado muy fragmentada, tanto en lo militar como en lo religioso y lo palaciego.

### Escultura y relieves numismáticos
Visto el cuidado con que los lidios trataban sus tumbas, se cree que allí estarían las mejores esculturas, especialmente bronces y terracotas, puesto que las tumbas en piedra lidias son pocas y ya de tiempos romanos. No obstante, las tumbas abiertas, saqueadas, no han aportado ninguna escultura, y las que se han vendido subrepticiamente son de orígenes inciertos. Para comprender la visión antropomórfica lidia y sus relieves se pueden observar las monedas que, según Heródoto, inventaron. Entre las monedas había dos tipos diferentes, unas utilizadas cotidianamente en Sardes y sus alrededores, mientras que otras servían para transacciones comerciales con los griegos.
Las primeras monedas llevaban estrías y símbolos. Más tarde, en tiempos de Sadiates o Aliates, fueron los griegos quienes perfeccionaron y ampliaron los motivos de impresión, añadiendo imágenes antropomorfas y de distintos animales, por ejemplo una moneda con un león y un toro y otra con un zorro corriendo. Creso, al llegar al trono, sacó fuera de circulación las monedas de electro y mandó acuñar unas solo de oro y otras solo de plata, que fueron aceptadas también por potencias extranjeras. En estas nuevas monedas permanecieron los motivos del toro y el león.

### Música
La música era un arte apreciado y desarrollado por este pueblo, hasta el punto de influir en la música griega. Los griegos inventaron un tipo de lira llamada pactis, que tocaban junto a flautas y caramillos durante las campañas militares.
Según los antiguos atenienses, el cuarto modo de la música griega era el preferido en Lidia, por eso la denominaban el «modo lidio». Durante la Edad Media se le adjudicó este nombre al modo sobre la nota fa, formado con la estructura de la escala natural, empezando por fa. Los dos semitonos de los modos gregorianos se encuentran entre el cuarto grado (o subdominante) y el quinto grado (o dominante), y entre la séptima o «sensible» y la primera o tónica, dando lugar a una escala musical parecida al modo mayor actual (aunque la cuarta del modo lidio posee un sonido muy característico).
Se cree que el inventor de la lira fue el lidio Terpandro, afincado en Esparta.

### Artes menores

#### Cerámica
La industria cerámica fue muy activa en Lidia, y se les atribuye la invención de varios tipos de vasos y vasijas. Los vasos encontrados en el túmulo de Aliates, si bien no tan exquisitos como los ofrecidos a los aqueménidas, pues son lisos, muestran un color rojo claro y revelan una muy buena manufactura. Los jarrones se decoraban con formas animales, por ejemplo en las asas, lo cual era muy apreciado por los aqueménidas. Otras vasijas encontradas apuntan a que fue en ellas donde transportaron el oro que tributaron al rey persa tras ser conquistados.
Algunos de los ornamentos más utilizados fueron: bandas horizontales, bandas con círculos entre ellas, y círculos concéntricos, a veces coloreados de blancos o amarillos y pocas veces de otros colores.

#### Orfebrería
Las joyas eran comunes, pues Lidia era rica en yacimientos de oro y plata. Con estos metales, además de las monedas, se hicieron gran variedad de pequeñas joyas personales en forma de anillos, tubos, espirales, piezas cosidas a vestidos, etc. Algunas llevaban estampados, como motivos, cabezas de toro y figuras humanas, mientras que otras solo mostraban diseños geométricos. Se ha señalado en la orfebrería lidia tardía la influencia egipcia, sin embargo, los artesanos lidios hacían piezas maestras mucho antes que los egipcios y los sirios, si bien con técnicas más arcaicas y de formas más simples que las luego utilizadas en esos otros lugares, lo que sugiere influencias mutuas. El oro y la plata también se utilizaban para adornar con profusión los muebles de madera para palacios y tumbas.

## Economía

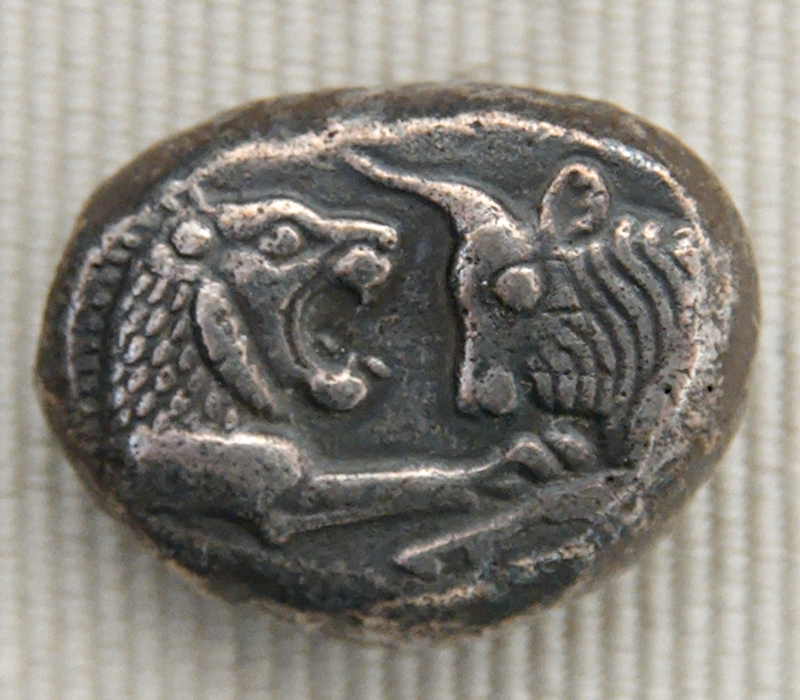
Moneda de Creso.

La situación estratégica de Lidia permitía el control sobre las rutas comerciales entre el Mediterráneo y Oriente Próximo y le permitió llegar a ser una potencia comercial marítima en el mar Egeo.
A diferencia de otras zonas de Anatolia, donde el feudalismo y la agroganadería dominaban la economía, en Sardes se ha podido observar que las distintas actividades económicas se agrupaban en distintas zonas de la ciudad, denominados «cuartos». Esta distribución y concentración en la ciudad se debe a la influencia griega, cultura que desarrolló una economía basada en las ciudades. Sardes fue, sin duda, un gran centro comercial entre griegos y anatolios en la Antigüedad.
Las principales producciones de Lidia fueron el vino, el azafrán, el ónice, la mica y, sobre todo, el electro o electrón (aleación natural de oro y plata) que le dio la fama y la riqueza legendaria al rey Creso. Este oro provenía de las arenas del río Pactolo y de las minas del monte Tmolo, como recuerda el historiador griego Heródoto en el siglo V a. C.:

«En cuanto a maravillas dignas de ser recordadas, en comparación con otros países, Lidia no posee muchas, excepto las pepitas de oro que provienen del Tmolo, cadena de montañas de Anatolia»
Heródoto, Historia, I.93.

Sin embargo, investigaciones recientes han coincidido en que ambas fuentes producían muy poco oro, a pesar de que se ha encontrado la estructura de un edificio fechado entre el 600 y el 580 a. C. junto al Pactolo que, según se cree, pertenecía a una industria del oro. No obstante, en la Antigüedad era tal la fama de las minas de oro de Lidia, que Creso se tomó por sinónimo de riqueza y Sardes fue reconocida como una ciudad floreciente y bella. Tanta era su riqueza que alrededor del año 550 a. C. Creso pagó la construcción del templo de Artemisa de Éfeso, una de las Siete maravillas del mundo antiguo.
La invención de la moneda, como forma de intercambio comercial, se produjo en Lidia, lo que le llevó también a ser una potencia bancaria.
Los griegos alabaron los valles lidios por su fertilidad, cruzados por infinidad de ríos y arroyos. Las mesetas del Hermo y del río Caístro eran las zonas más fértiles del interior, destacando los valles de Cilbiana, Caistriana, Hircania y la meseta de Catacecaumene. El distrito costero de Jonia fue aún más fértil y rico, basándose su economía en la agricultura y ganadería.

### Comercio
El historiador y profesor canadiense William Hardy Mcneill afirmó que los lidios, al igual que los egipcios, exportaban lana y otros productos manufacturados a cambio de metales y madera, especialmente a la península itálica, Sicilia y los puertos de los mares Egeo y Negro. Por su parte, el historiador Cesare Cantù, entre otros, destacó la esclavitud —por deudas, venta de niños y autoventa— como el principal medio comercial de los lidios, a cuyo mercado de Sardes acudían tratantes de esclavos de muchas naciones, incluidas griega y romana, e, incluso, de tribus nómadas. Es más, en la Antigüedad clásica uno de los nombres más comunes entre los esclavos fue Lidio (es decir, nacido en Lidia). Cantù apuntó también que existía una industria moderada ocupada en la fabricación de objetos de lujo y juguetes.
De los griegos importaban calderos, trípodes, bandejas y copas de bronce, armas, armaduras, tejidos y tallas de madera, todos ellos cubiertos con motivos iconográficos que ayudaron a difundir la cultura griega en Lidia.

### Invención de la moneda

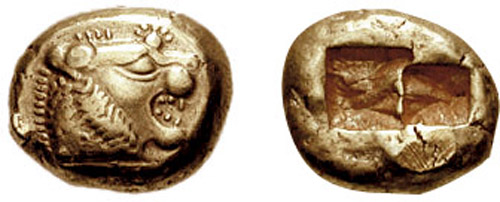
Monedas de un tercio de estatera, de principios del siglo VI a. C.

De acuerdo con Heródoto, el pueblo lidio fue el primero en introducir el uso de monedas de oro y plata y también el primero en establecer tiendas de cambio en locales permanentes (primer precedente del banco). Se cree que fueron los primeros en acuñar monedas estampadas, durante el reinado de Giges, en la segunda mitad del siglo VII a. C., hacia el 620 a. C.; esto sitúa su invención anterior a las primeras monedas en China e India, datadas hacia el 600 a. C. Otros numismáticos remontan las primeras acuñaciones al reinado de Ardis II. La moneda, tal como la conocemos, fue precedida por pequeños lingotes de electro. La primera moneda conocida fue hecha de electro, con un peso de unos 5 gramos, con la que se pagaba a las tropas de un modo regulado. Posteriormente, durante el reinado de Creso se estampó la cabeza de un león en la moneda, de oro puro, símbolo de la realeza, y, por primera vez, un sello real en la otra cara. El estándar lidio eran unos 14 gramos de electro, que era la paga de un soldado por un mes de servicio; por esta razón ha recibido el nombre de estatera, nombre que recibió en la antigua Grecia la moneda de oro con la que se pagaba el sueldo militar. El divulgador científico e histórico Isaac Asimov escribió:

El reino lidio emitió entonces «monedas», es decir, piezas de oro, plata o una aleación de ambos metales, en las que estaban estampados su peso y valor, y que llevaban un retrato del rey o algún otro dibujo que indicara su carácter oficial y garantizara su pureza.

La acuñación de la moneda favoreció enormemente el comercio y su uso comenzó a extenderse ampliamente por el mundo, siendo habitual en la Grecia continental hacia el 610 a. C., hasta el punto de que algunos historiadores creen que la difusión de la moneda fue debida a los griegos. Además, en Lidia se utilizaban también unas tablillas con valor monetario, predecesoras de las letras de cambio.[cita requerida]

## Idioma lidio

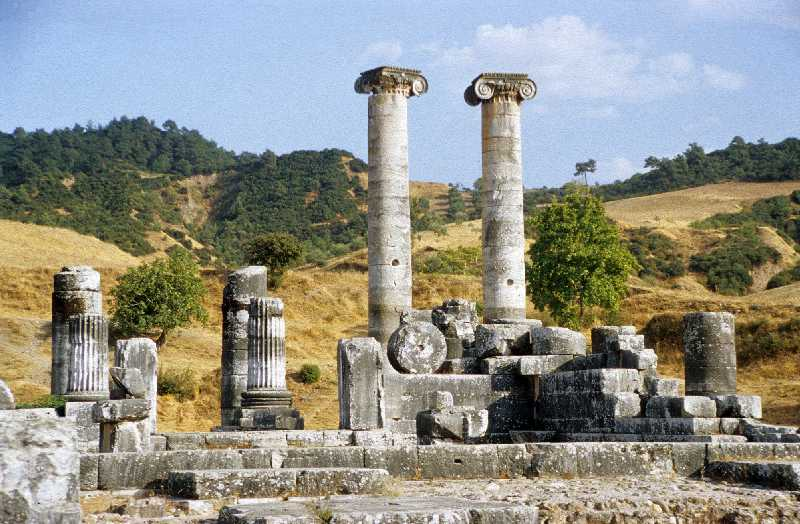
Ruinas del templo de Artemisa en Sardes.

El idioma lidio es una lengua indoeuropea del grupo anatolio, hoy totalmente extinguido, al igual que el licio y el hitita. A pesar de las pocas inscripciones que se conservan —algo más de setenta inscripciones, datadas entre los siglos VI a. C. y IV a. C.— se ha conseguido interpretar y traducir muchas de ellas, basándose en las primeras sesenta y cuatro encontradas en la necrópolis de Sardes, la mayoría de tipo funerario y votivo, y otras pocas son grafitis. Todas ellas se leían de derecha a izquierda. La traducción ha sido un éxito gracias a la existencia de un texto bilingüe lidio-arameo y varios textos lidio-griego.
En el siglo I a. C., Estrabón declaró que apenas quedaban ya trazas del lenguaje lidio.

### Gramática
Constaba de dos géneros: común y neutro; y dos números: singular y plural. Todos los nombres comunes terminaban en sl's, muy probablemente herencia hitita, al igual que el acusativo común nlv. Se sabe de la existencia de los pronombres amu (yo), emi (mío), bi (él) y bili (suyo), aunque posiblemente habría habido más.
El lidio se valía de 7 vocales que pueden ser nasales o no nasalizadas y de 13 consonantes, incluyendo algunas palatalizadas.

### Alfabeto
Poseía un alfabeto propio, que en el siglo VII a. C. variaba entre 33 y 35 letras. Sin descartar un origen propio, se considera que se basaba en el alfabeto griego, a su vez surgido del fenicio.

## Política y sociedad
A lo largo de su historia como estado independiente, y sobre todo a partir del reinado de Giges, la sociedad era de tipo eminentemente feudal y los reyes o emperadores lidios se sucedían según una monarquía hereditaria que habitaba en Sardes. Cuando Lidia se expandió por Asia Menor y controló las ciudades jónicas, su sociedad se encontraba helenizada y en estas ciudades se establecieron gobiernos democráticos. Apareció también lo que parece ser las primeras tiranías griegas, en la costa jónica. Bajo el dominio persa, las tiranías se hicieron frecuentes, dependientes de la Satrapía de Sardes.
En cuanto al carácter de los lidios como pueblo, Heródoto cuenta que tuvieron reputación de belicosos y trabajadores, habiendo existido una ley que castigaba la ociosidad, por lo que enseñaban a sus hijos desde pequeños a trabajar duramente. Más tarde, tras amasar grandes riquezas, se volvieron afeminados y voluptuosos. Cuenta también cómo la aparición de la moneda benefició al comercio, transformó la sociedad lidia y generó nuevas costumbres no conciliables con las griegas. De este modo se sorprende de que las mujeres pudieran elegir a sus maridos y pudieran tener más libertades, llegando a pagar sus propias dotes de bodas. En general, los historiadores griegos muestran clichés de su época —siglo VI a. C.—, como que los lidios eran perezosos y que habían reglado la prostitución profesional.
Las fuentes griegas afirmaban que el ejército estaba mandado por los aristócratas, y que destacaban como jinetes y lanceros. Las ciudades vasallas contribuían con sus propias tropas, entre las que destacaban los hoplitas griegos y lidios.
Una vez los lidios dejaron de ser una nación independiente, siguieron teniendo conciencia de sí mismos como grupo étnico, a pesar de que para muchos de ellos, adaptados al mundo aqueménida, la identificación como lidios no era un asunto de especial importancia. Algunos enterramientos de la época aqueménida, no obstante, marcan la continuación de las costumbres lidias en la imitación de las estructuras funerarias antiguas. Por supuesto, con la conquista persa muchas costumbres cambiaron; la nueva sociedad presenció, por ejemplo, el cambio de forma en los vasos cerámicos, en lo que se ha visto como un cambio en la forma de servir el vino.

## Religión
Como en otros asuntos, la religión de Lidia tenía mucho que ver con la de Grecia. Se sabe que fueron grandes idólatras y que veneraron a Diana, Júpiter y Sipilene, nombre que recibía la diosa Cibeles griega.
Es frecuente encontrar referencias en las fuentes clásicas que indican una gran confianza y frecuentes visitas de los reyes lidios a los oráculos.